# Lakiele
Lakiele (deutsch Lakellen, 1938 bis 1945 Schönhofen (Ostpr.)) ist ein Dorf in der polnischen Woiwodschaft Ermland-Masuren, das zur Landgemeinde Kowale Oleckie (Kowahlen, 1938 bis 1945 Reimannswalde) im Powiat Olecki (Kreis Oletzko/Treuburg) gehört.

## Geographische Lage
Lakiele liegt im Nordosten der Woiwodschaft Ermland-Masuren am Ostufer der Jarke (polnisch Jarka). Bis an die Grenze zur Woiwodschaft Podlachien sind es sechs, bis zur einstigen deutsch-polnischen Staatsgrenze acht Kilometer. Die Kreisstadt Olecko (Marggrabowa, 1928 bis 1945 Treuburg) liegt 15 Kilometer in südlicher Richtung.

## Geschichte
Das seinerzeit Schudlitzki genannte Dorf erfuhr im Jahre 1566 seine Gründung. In den nachfolgenden Jahren trug es unterschiedliche Namen wie Zudna-Schedliski (vor 1785), Lackellen (nach 1785) und Schönhoffstädt (vor 1803). 
Am 27. Mai 1874 wurde Lakellen Amtssitz und damit namensgebend für einen Amtsbezirk, der – am 13. September 1938 in „Amtsbezirk Schönhofen (Ostpr.)“ umbenannt – bis 1945 bestand und zum Kreis Oletzko – von 1933 bis 1945 „Landkreis Treuburg“ genannt – im Regierungsbezirk Gumbinnen der preußischen Provinz Ostpreußen gehörte.
Im Jahr 1910 waren in Lakellen 602 Einwohner gemeldet. Ihre Zahl stieg bis 1933 auf 615 und belief sich 1939 nur noch auf 531.
Aufgrund der Bestimmungen des Versailler Vertrags stimmte die Bevölkerung im Abstimmungsgebiet Allenstein, zu dem Lakellen gehörte, am 11. Juli 1920 über die weitere staatliche Zugehörigkeit zu Ostpreußen (und damit zu Deutschland) oder den Anschluss an Polen ab. In Lakellen stimmten 471 Einwohner für den Verbleib bei Ostpreußen, auf Polen entfiel keine Stimme.
Aus politisch-ideologischen Gründen der Vermeidung fremdländisch klingender Ortsnamen wurde Lakellen am 3. Juni 1938 in „Schönhofen (Ostpr.)“ umbenannt. In Kriegsfolge kam das Dorf 1945 mit dem gesamten südlichen Ostpreußen zu Polen und trägt seither die polnische Namensform „Lakiele“. Heute ist der Ort Sitz eines Schulzenamtes (polnisch Sołectwo) und eine Ortschaft im Verbund der Landgemeinde Kowale Oleckie im Powiat Olecki, bis 1998 der Woiwodschaft Suwałki, seither der Woiwodschaft Ermland-Masuren zugehörig.

### Amtsbezirk Lakellen/Schönhofen (Ostpr.), 1874–1945
Zum Amtsbezirk Lakellen (ab 1938 „Amtsbezirk Schönhofen (Ostpr.)“) gehörten drei Dörfer:
| Name        | Änderungsname 1938 bis 1945 | Polnischer Name |
| ----------- | --------------------------- | --------------- |
| Borkowinnen | Jarken                      | Borkowiny       |
| Kutzen      |                             | Kucze           |
| Lakellen    | Schönhofen (Ostpr.)         | Lakiele         |

## Religionen
Die Bevölkerung Lakellens war vor 1945 überwiegend evangelischer Konfession und in das Kirchspiel der Kirche in Schareyken (1938 bis 1945 Schareiken, polnisch Szarejki) im Kirchenkreis Oletzko/Treuburg in der Kirchenprovinz Ostpreußen der Kirche der Altpreußischen Union eingepfarrt. Heute gehören die – zahlenmäßig wenigen – evangelischen Kirchenglieder in Lakiele zur Pfarrei in Suwałki (mit Filialgemeinde Gołdap) in der Diözese Masuren der Evangelisch-Augsburgischen Kirche in Polen.
Katholischerseits bestand vor 1945 die Bindung zur Pfarrei in Marggrabowa (1928 bis 1945: Treuburg, polnisch Olecko) im damaligen Bistum Ermland. Heute ist das Dorf in die neu errichtete Pfarrei in Kowale Oleckie eingegliedert, die Teil des Dekanats Olecko-Niepokalanego Poczęcia Najświętszej Maryi Panny im Bistum Ełk der Katholischen Kirche in Polen ist.

## Persönlichkeiten
- Paul Salitter (* 15. Dezember 1898 in Lakellen; † 8. Januar 1972 in Düsseldorf), deutscher Polizeibeamter

## Verkehr
Lakiele liegt verkehrsgünstig an der polnischen Woiwodschaftsstraße DW 652 (einstige deutsche Reichsstraße 137), die die beiden bedeutenden Verkehrsachsen Landesstraße 65 und Landesstraße 8 verbindet und ihr damit eine Brückenfunktion zwischen den beiden Woiwodschaften Ermland-Masuren und Podlachien zukommt.
Eine Bahnanbindung besteht nicht mehr. Bis 1945 war der kleine Nachbarort Drosdowen (1938 bis 1945: Drosten, polnisch Drozdowo) Bahnstation an der Bahnstrecke Treuburg–Garbassen der Treuburger Kleinbahnen, bis 1993 bot Kowale Oleckie Bahnanschluss an die Bahnstrecke Ełk–Tschernjachowsk (Lyck–Insterburg), die heute nicht mehr betrieben wird.